# Ole Qvist
Ole Qvist (ur. 25 lutego 1950) – piłkarz duński grający na pozycji bramkarza. Ojciec Lasse Qvista, także piłkarza i reprezentanta Danii U-21, obecnie zawodnika Nordvest FC.

## Kariera klubowa
Przez całą karierę piłkarską Qvist związany był z klubem Kjøbenhavns Boldklub. W 1973 roku zadebiutował w jego barwach w pierwszej lidze duńskiej i z czasem stał się pierwszym bramkarzem klubu. W 1974 roku wywalczył z nim swoje pierwsze mistrzostwo kraju, a w 1979 roku został jego wicemistrzem. W 1980 roku po raz drugi i ostatni sięgnął po tytuł mistrzowski, a w 1982 roku spadł z KB do drugiej ligi. W 1983 roku powrócił z nim do duńskiej ekstraklasy, a w 1984 roku otrzymał nagrodę dla Bramkarza Roku. KB jednak ponownie spadło do 2. division, a po roku wróciło do pierwszej ligi. W 1987 roku Qvist zakończył w barwach KB karierę piłkarską. Liczył sobie wówczas 37 lat.
| Sezon | Klub                 | Kraj  | Rozgrywki   | Mecze | Bramki |
| ----- | -------------------- | ----- | ----------- | ----- | ------ |
| 1973  | Kjøbenhavns Boldklub | Dania | 1. division | ?     | ?      |
| 1974  | Kjøbenhavns Boldklub | Dania | 1. division | ?     | ?      |
| 1975  | Kjøbenhavns Boldklub | Dania | 1. division | ?     | ?      |
| 1976  | Kjøbenhavns Boldklub | Dania | 1. division | 29    | 0      |
| 1977  | Kjøbenhavns Boldklub | Dania | 1. division | 30    | 0      |
| 1978  | Kjøbenhavns Boldklub | Dania | 1. division | 30    | 0      |
| 1979  | Kjøbenhavns Boldklub | Dania | 1. division | 30    | 0      |
| 1980  | Kjøbenhavns Boldklub | Dania | 1. division | 30    | 0      |
| 1981  | Kjøbenhavns Boldklub | Dania | 1. division | 30    | 0      |
| 1982  | Kjøbenhavns Boldklub | Dania | 2. division | 30    | 0      |
| 1983  | Kjøbenhavns Boldklub | Dania | 1. division | 30    | 0      |
| 1984  | Kjøbenhavns Boldklub | Dania | 1. division | 30    | 0      |
| 1985  | Kjøbenhavns Boldklub | Dania | 2. division | ?     | ?      |
| 1986  | Kjøbenhavns Boldklub | Dania | 1. division | 25    | 0      |
| 1987  | Kjøbenhavns Boldklub | Dania | 1. division | 26    | 0      |

## Kariera reprezentacyjna
W reprezentacji Danii Qvist zadebiutował 29 sierpnia 1979 roku w zremisowanym 0:0 towarzyskim meczu z Finlandią. W 1984 roku został powołany przez selekcjonera Seppa Piontka do kadry na Euro 84. Tam zajął z Danią 3. miejsce będąc podstawowym bramkarzem i rozgrywając 4 mecze: z Francją (0:1), z Jugosławią (5:0), z Belgią (3:2) i półfinale z Hiszpanią (1:1, k. 4:5). W 1986 roku na Mistrzostwach Świata w Meksyku był rezerwowym dla Troelsa Rasmussena i Larsa Høgha. Na tym turnieju nie rozegrał żadnego spotkania. Od 1979 do 1986 roku rozegrał w kadrze narodowej 39 meczów.